# Società Unita per l'Azione
Società Unita per l'Azione (in spagnolo: Sociedad Unida Más Acción - SUMA) è un partito politico ecuadoriano di orientamento liberale e liberista fondato nel 2012.
In occasione delle elezioni parlamentari del 2013 ha ottenuto un seggio su 137; alle successive parlamentari del 2017 ha dato vita ad una coalizione con Creando Opportunità, che ha ottenuto complessivamente 34 seggi.